# 包公 (1986年電視劇)
《包公》，是一部中国电视剧，河南电视台1985年录制，钱学格、顾琴芳导演。以宋朝名臣包拯正史故事、《龙图公案》、《三侠五义》等素材为背景，白志迪主演，共18集，曾获第6届中国电视剧飞天奖三等奖。

## 每集题目
第 01 集：赴试遇险【路见不平救危难　金龙寨内险丧生】
第 02 集：东京科场【扑朔迷离侠士影　喜怒哀乐举子心】
第 03 集：初斗权奸【告考官轩然大波　遭诬陷金榜除名】
第 04 集：古寺疑案【斗权奸金殿述怀　雷雨夜血染古刹】
第 05 集：昭雪沉冤【蛛丝马迹查凶犯　辨伪寻真雪奇冤】
第 06 集：出任端州【拒贺仪巧耍刁吏　谙民情微服私访】
第 07 集：减赋安民【潘知县误拿包拯　堵水路权奸肆虐】
第 08 集：两袖清风【巧安排公孙献计　遭诬罔吉凶未卜】
第 09 集：江南路上【江南路凄风苦雨　酿奇冤弱女踏歌】
第 10 集：铁面御吏【保忠直金殿召对　秉正气御宴斥奸】
第 11 集：刑场抗旨【纵死囚义释卞咸　惊天地刑场抗旨】
第 12 集：伏阙谏主【辨隐情再宰凶手　肃朝纲七弹王逵】
第 13 集：陈州查赈【遭荒年庶民倒悬　受冤状叔侄绝情】
第 14 集：王法无亲【铡包勉为民立命　树家训为世立心】
第 15 集：路闯銮驾【借銮驾李代桃僵　无影剑神出鬼没】
第 16 集：怒铡贪官【林三姐计赚陈州　黑老包匡法惩奸】
第 17 集：菜叶覆尸【刘都赛上元观灯　师官受王府罹难】
第 18 集：计铡赵王【访孙成勘破疑阵　铡赵王威镇京都】

## 演员表
- 白志迪 饰 包拯（配音：乔榛）
- 呼建国 饰 包兴（配音：童自荣）
- 王若荔 饰 包夫人
- 时今 饰 公孙策
- 王宝善 饰 刘筠
- 马顺德、顾国信 饰 展昭
- 赵宏基 饰 宋仁宗
- 陈敏 饰 张尧佐
- 陈牧 饰 卞咸
- 张沂 饰 赵王
- 李静荔 饰 刘都赛
- 樊红 饰 林三姐
- 吴敏 饰 无影剑
- 金梦 饰 环娘
- 孙振华 饰 王逵
- 王治平 饰 陆师爷
- 范培德 饰 李旦
- 贾林菁 饰 翁彦
- 魏德华 饰 红袖
- 袁玫、苏政 饰 包嫂
- 潘建中 饰 王朝
- 马汉
- 张龙
- 赵虎
- 包父
- 包勉
- 尹洙
- 宋祁
- 王拱辰
- 富弼
- 宋庠
- 吴奎
- 陈升之
- 孔守道
- 张山甫
- 张贵妃
- 曹皇后
- 张院公
- 孙成
- 孙文仪
- 金龙爪
- 潘良贵
- 庞存露
- 苦瓜
- 吴良
- 法能

## 职员表
- 导演：钱学格、顾琴芳
- 编剧：亢君
- 摄像：梁银强
- 美术：张树堂
- 作曲：王基兰、安之语